# پارک ملی مشچیورسکی
پارک ملی مشچیورسکی (انگلیسی: Meshchyorsky National Park) یک پارک ملی حفاظت‌شده در استان ریازان کشور روسیه است.